# ジェームズ・ニューマン

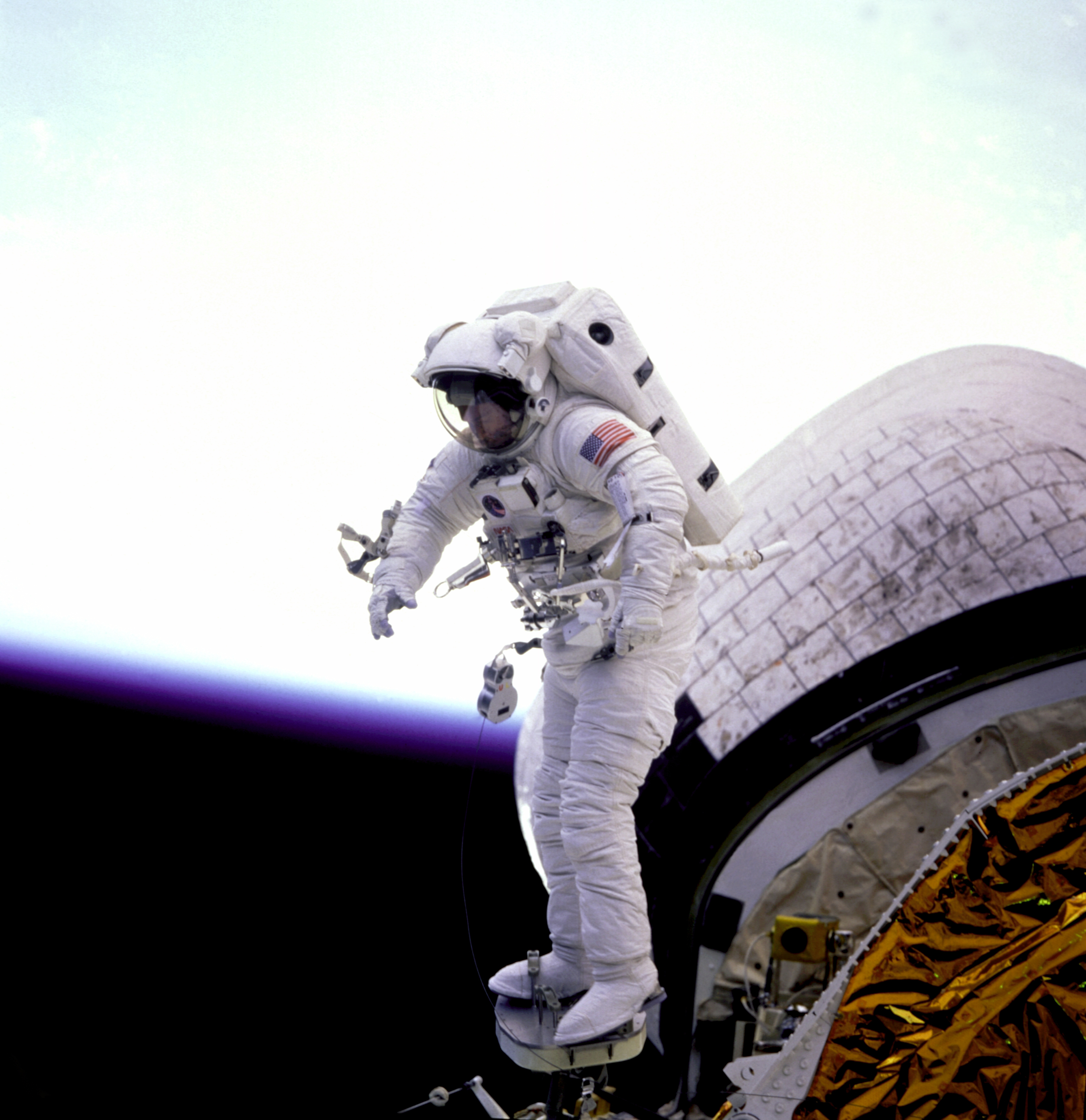
宇宙遊泳を行うニューマン

ジェームズ・ニューマン(James H. Newman、1956年10月16日-)は、アメリカ合衆国の物理学者、アメリカ航空宇宙局の宇宙飛行士であり、4度の宇宙飛行を行った。

## 家族
ニューマンは1956年に、太平洋諸島信託統治領（現在のミクロネシア連邦）で生まれたが、カリフォルニア州サンディエゴを自身の故郷と考えている。Mary Lee Pieperと結婚し、3人の子供を設けている。母親のRuth Hansenと父親のWilliam Newmanもサンディエゴに住んでいる。Mary Leeの両親であるWylie Bernard Pieperは、テキサス州ヒューストンに住んでいる。

## 教育
1974年にサンディエゴのラホヤ高校を卒業し、1978年にダートマス大学でラテン・オナーズとして物理学の学士号を取得した。物理学の修士号と博士号は、それぞれ1982年と1984年にライス大学で取得した。

## 組織
ニューマンは、アメリカ物理学会とシグマ・サイのメンバーである。

## 名誉等
ニューマンは、1978年にダートマス大学からCitation in Senior Thesis Researchを受賞し、1980年にシグマ・サイに選ばれた。1982年から1983年にはTexaco Fellowship、1985年にはSigma Xi Graduate Merit Award、1988年にはNASAのSuperior Achievement Awardを受賞した。1989年にはNASAのジョンソン宇宙センターに選抜され、フランスのストラスブールで国際宇宙大学のサマーセッションに参加した。1995年には、スペースシャトルのGPSに関する研究の業績で、Institute of NavigationからSuperior Achievement Awardを受賞した。1996年にはNASA Exceptional Service Medalを受賞した。1994年と1999年には、STS-51及びSTS-88への乗組みに対し、American Astronautical Society Flight Achievement Awardを受賞した。Space Vision System Development Teamのリーダーとして、2001年、国際ロータリーのRotary National Award for Space Achievement Foundation's Team Award、2002年にNASA Group Achievement Awardを受賞した。

## NASAでのキャリア
1984年にライス大学を卒業した後、さらに1年間はポスドクとしてライス大学に務めた。彼の専門分野は、原子・分子物理学、特に大気中の原子や分子の中～低エネルギー衝突である。博士課程では、分子や原子の微分断面積を測定する新しい位置感受型検出システムの設計、試作、試験、利用を行った。1985年にはライス大学の宇宙物理学・天文学分野の非常勤教授に指名された。同年にはNASAのジョンソン宇宙センターで、宇宙飛行士や管制員の訓練を担当した。
1990年1月にNASAに選ばれて、同年7月から宇宙飛行士としての訓練を開始した。また配属された部署で、打上前の乗員の乗り組みと着陸後の脱出、シャトル上のラップトップコンピュータの開発、シャトルや宇宙ステーションでのコンピュータの開発と利用の取組等を担当した。1999年3月には2年間のミッションで、軌道上のロボットアームとスペースビジョンシステムを担当するシャトル・リモート・マニピュレータ・システム(RMS)統合マネージャとして働いた。1993年のSTS-51、1995年のSTS-69、1998年のSTS-88、2002年のSTS-109では、ミッションスペシャリストとして宇宙飛行を行った。4度の宇宙飛行で、合計43日以上宇宙に滞在し、6回合計43時間13分の宇宙遊泳を行った。
2002年12月1日、ニューマンはロシアの有人宇宙飛行プログラムにNASA側の責任者として参加した。ロスコスモスでのNASAの代表者として、有人飛行のオペレーション、ロジスティクス、技術の監視を続けることやコロリョフでのNASAのミッションのオペレーション、スターシティのガガーリン宇宙飛行士訓練センターでの乗組員の訓練等であった。
2006年3月、カリフォルニア州モントレーの海軍大学院でNASAの客員教授を務めた。2008年1月にはNASAを辞して、ここの教授となり、超小型人工衛星を用いた研究や教育に携わっている。

### 宇宙飛行経験
STS-51（1993年9月12日-22日）では、ディスカバリーはフロリダ州のケネディ宇宙センターに発着陸した。同所で初めての夜間の着陸であった。10日間の飛行で、5人の乗組員は、先進通信技術衛(ACTS)とシャトルパレット衛星の紫外線分光計(ORFEUS/SPAS)を放出した。ニューマンはSPASの操作やRMSの操作のバックアップを行い、飛行5日目には、カール・ウォルツとともに7時間5分の宇宙遊泳を行った。この宇宙遊泳では、将来のミッションで用いる道具や技術の試験を行った。多数の二次ペイロードや医療試験機器に加え、リアルタイムでスペースシャトルの位置と速度を計測するGPSの受信機を試験し、船上のラップトップコンピュータに機体のデータを送ることに成功した。このミッションでは、236時間11分で地球を158周し、410万マイルを飛行した。
STS-69（1995年9月7日-18日）は11日間のミッションで、SPARTAN衛星とWake Shield Facility (WSF)の放出と
回収を行った。また機体には、International Extreme Ultraviolet Hitchhiker (IEH-1)、多数の二次ペイロード、医療装置等が積まれた。ニューマンは、WSFの科学面やWSF、EVA RMSの操作等を担当した。また、通信アダプタやGPS、RMSのディスプレイ等の軌道上の試験も行った。このミッションでは、260時間29分で地球を171周し、450万マイルを飛行した。

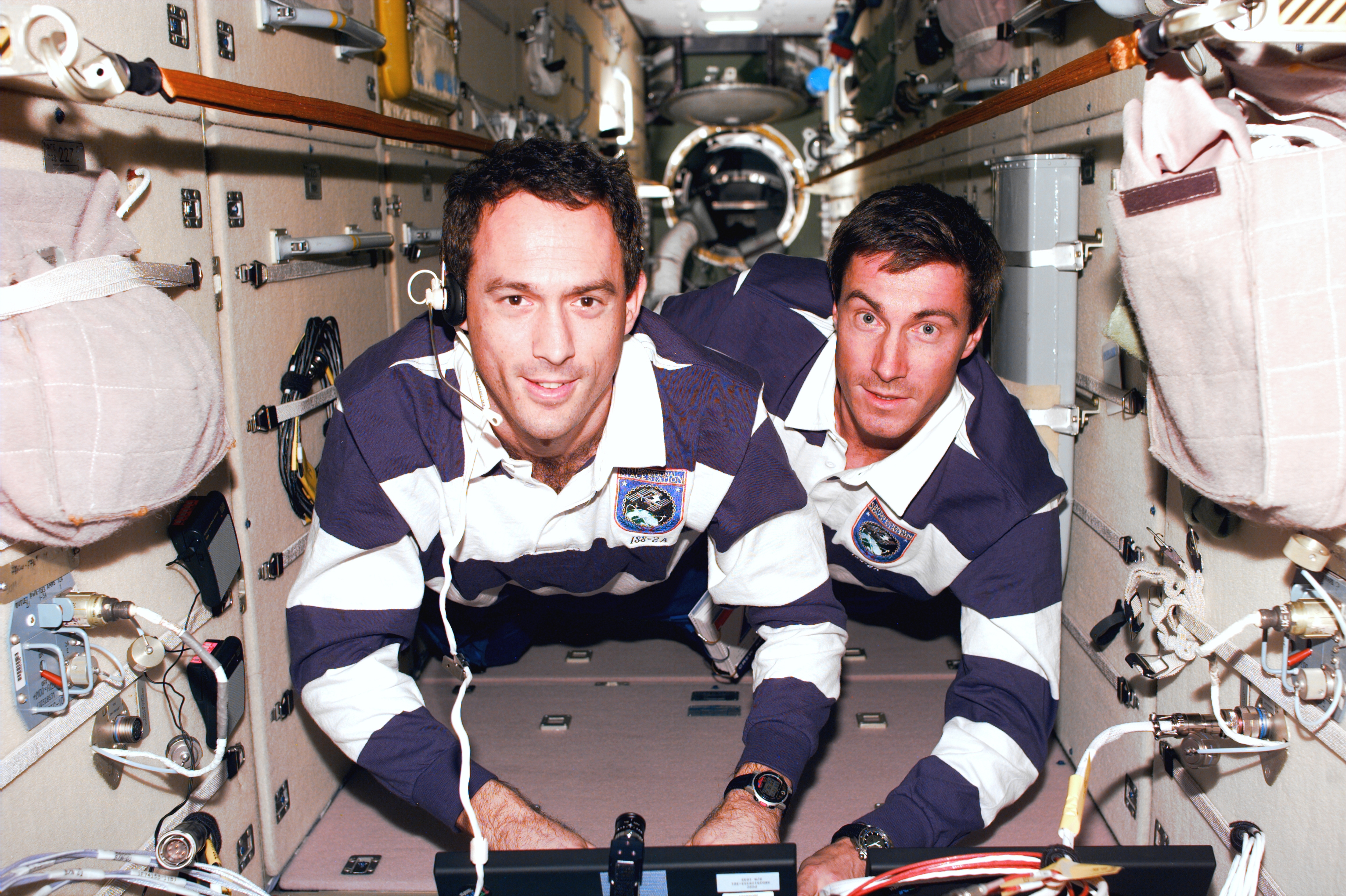
STS-88でセルゲイ・クリカレフ（右）と

STS-88（1998年12月4日-15日）は、国際宇宙ステーションの組立のための最初のミッションである。12日間のミッションで、ユニティがザーリャに結合された。ニューマンは、ジェリー・ロスとともに、合計21時間22分に及ぶ3度の宇宙遊泳を行った。宇宙遊泳の主目的はザーリャとユニティの間の電力とデータを伝送する外部ケーブルをつなげることであった。その他の目的として、地球通信アンテナの設置、展開に失敗していたザーリャのアンテナの展開、外部コンピュータを守る日除けの設置、翻訳支援装置の設置、将来の宇宙遊泳で用いる道具の取り付け等があった。また、IMAX Cargo Bay Camera (ICBC)の操作、アメリカ空軍のMighty Sat 1とアルゼンチンのSAC-Aという2つの人工衛星の放出も行われた。このミッションでは、283時間18分で地球を185周し、460万マイルを飛行した。
STS-109（2002年3月1日-12日）は、ハッブル宇宙望遠鏡の4度目のサービスミッションである。太陽アレイ、出力調整ユニット、カメラ等が新しいものと交換され、また古い赤外線カメラを再起動するために冷却器を設置した。この作業は、5日連続の5度の宇宙遊泳により行われた。ニューマンは、マイケル・マッシミーノとともに合計14時間46分に及ぶ2度の宇宙遊泳を行った。最初の宇宙遊泳の時に、ニューマンとマッシミーノは古い太陽アレイとリアクションホイールを新しいものに取り換えた。2度目の宇宙遊泳では、望遠鏡の能力を10倍上げるために、微光天体カメラを最新の掃天観測用高性能カメラに取り換えた。このミッションでは、262時間10分で地球を165周し、390万マイルを飛行した。